# Торба, Эрик
Эрик Торба (род. 1 февраля 1996 года) — венгерский борец греко-римского стиля, серебряный призёр Европейских игр 2019 года, призёр чемпионата Европы.

## Биография
Родился в 1996 году. С 2011 года в ранге кадета начал выступать на международной арене. Является призёром европейских и мировых чемпионатов по борьбе среди кадетов, юниоров и спортсменов не достигших возраста 23-х лет.  
На Европейских играх в Минске, в 2019 году, в категории до 60 кг, стал серебряным призёром, в финале уступил россиянину Степану Мараняну.  
В феврале 2020 года на чемпионате континента в итальянской столице, в весовой категории до 63 кг Эрик в схватке за бронзовую медаль поборол спортсмена из Румынии Михая Михута и завоевал бронзовую медаль европейского первенства.